# Помілово
Помілово (пол. Pomiłowo) — село в Польщі, у гміні Славно Славенського повіту Західнопоморського воєводства.
Населення — 161 особа (2011).
У 1975—1998 роках село належало до Слупського воєводства.

## Демографія
Демографічна структура станом на 31 березня 2011 року:
|          | Загалом | Допрацездатний вік | Працездатний вік | Постпрацездатний вік |
| -------- | ------- | ------------------ | ---------------- | -------------------- |
| Чоловіки | 79      | 16                 | 54               | 9                    |
| Жінки    | 82      | 18                 | 47               | 17                   |
| Разом    | 161     | 34                 | 101              | 26                   |